# Carlos Luís do Nascimento

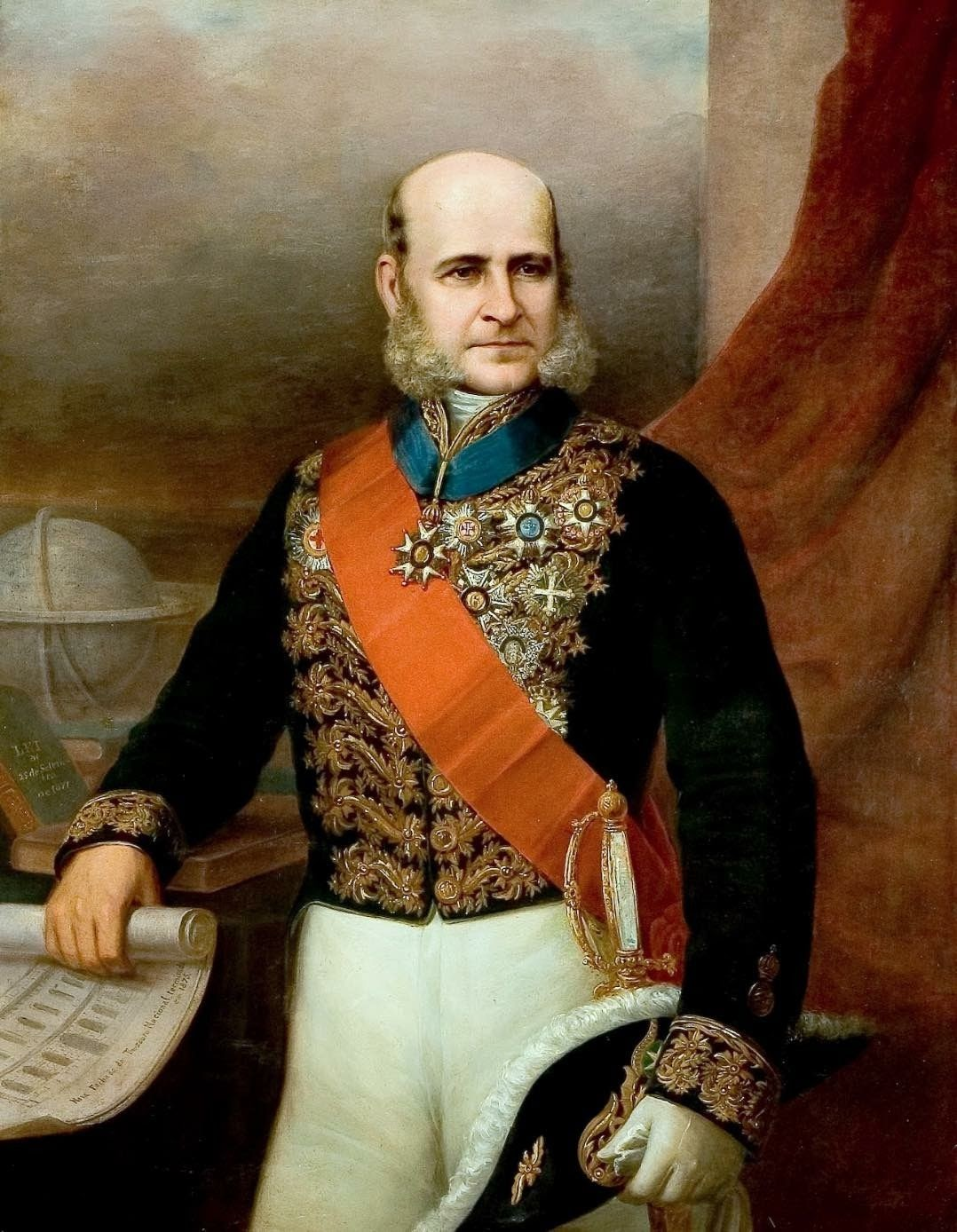
Retrato do Visconde do Rio Branco (1875). Obra de Carlos Luís do Nascimento, em colaboração com Antônio de Sousa Lobo. Acervo do Museu Imperial, Petrópolis.

Carlos Luís do Nascimento (Rio de Janeiro, 1812 - idem, 1876) foi um pintor e restaurador brasileiro, ativo no século XIX. Formado pela Academia Imperial de Belas Artes, foi o primeiro conservador e restaurador da Pinacoteca Pública, permanecendo no cargo por muitos anos.

## Vida e obra
Carlos Luís do Nascimento ingressou na Academia Imperial de Belas Artes em 1829. Foi aluno do pintor Jean-Baptiste Debret e do arquiteto Grandjean de Montigny, ambos integrantes da Missão Artística Francesa, estabelecida em 1816 no Rio de Janeiro por ordem de Dom João VI. Em 1830, integrou a segunda exposição de mestres e alunos da Academia, organizada por Debret. Em 1835, conquistou a medalha de ouro no Salão Nacional de Belas Artes e, em 1845, a mesma premiação na VI Exposição Geral de Belas Artes.
Em 1852, passou a exercer o cargo de conservador e restaurador da Academia Imperial. Dois anos depois, foi nomeado restaurador da Pinacoteca Pública, tornando-se o primeiro a desempenhar tal função, por indicação de Manuel de Araújo Porto-Alegre. Como restaurador, foi responsável pela recuperação de obras como Retrato de D. Pedro I, pintado por Simplício Rodrigues de Sá e Retrato de Gomes Freire de Andrade, de Manuel da Cunha.
Não obstante sua boa formação acadêmica e reconhecida competência no desenho, Carlos Luís do Nascimento tornou-se mais conhecido por suas atividades como restaurador, não tendo deixado uma produção pictórica notável. Em crítica publicada em fevereiro de 1865, Machado de Assis afirma que "o Sr. Nascimento tem um pincel especial e inteligente para este gênero de trabalhos", referindo-se à restauração de obras de Lesueur, Campora e de três artistas anônimos. Tomás Gomes dos Santos destaca seus "relevantes serviços à arte brasileira, restaurando com suma felicidade os quadros dos grandes mestres que adornam a Pinacoteca e que, por certo, não existiram hoje sem sua admirável perícia". Santos, no entanto, também elogia sua habilidade como pintor, nomeadamente o acabamento do desenho e a suavidade do colorido, que julga característicos de um "mestre experimentado".
Em 1864, Carlos Luís do Nascimento voltou a conquistar a medalha de ouro na XVI Exposição Geral de Belas Artes. Por ocasião da mostra, foi agraciado com a Ordem de Cristo e com a Ordem da Rosa. Em 1867, montou ateliê na cidade de Niterói, onde lecionou pintura. Em 1870, participou pela última vez das Exposições Gerais. Entre seus últimos trabalhos encontra-se o Retrato do Visconde de Rio Branco, pintado a quatro mãos, em colaboração com Antônio de Sousa Lobo.